# La Clua (Bassella)
La Clua es una entidad de población española del municipio de Bassella, perteneciente a la provincia de Lérida, en la comunidad autónoma de Cataluña.

## Historia
Hacia mediados del siglo XIX, el lugar tenía contabilizada una población de 33 habitantes. Aparece descrito en el sexto volumen del Diccionario geográfico-estadístico-histórico de España y sus posesiones de Ultramar de Pascual Madoz de la siguiente manera:

CLUA (la): l. agregado á Aguilar, en la prov. de Lérida (11 leg.), part. jud. de Solsona (4), aud. terr. y c. g. de Cataluña (Barcelona 20), dióc. de Seo de Urgel (8), adm. subalterna de Cervera (8), cab. del ayunt. (1): sit. sobre un montecillo á la der. del r. Segre, que corre junto al pie del mismo: reinan principalmente los vientos de O., y el clima aunque templado, es húmedo en invierno á causa de las nieblas: las enfermedades mas frecuentes son las catarrales y algunas intermitentes. Tiene 6 casas cuyo número está comprendido en el centro de Aguilar; la igl. (San Sebastian), es aneja de la parr. del mismo pueblo. El térm. confina N. con el de Aguilar (á 1/2 leg.); E. con el Segre, que discurre por debajo del pueblo, S. con el de Tiurana mediante el mismo r. (á 3/4), y O. con Vilaplana: fertiliza una pequeña parte de este, el espresado r. Segre, que cruza en direccion de N. á SO.: el terreno es montuoso y de secano, escepto la pequeña parte que se riega que son unos huertos inmediatos á la pobl.; en general todo él es de mediana calidad, no hallándose montes de consideracion, ni arbolado que merezca mencionarse. caminos: todos son de travesia y de herradura en mal estado: la correspondencia se recibe de la cartería de Oliana por cuenta de los interesados dos ó tres veces cada semana. prod.: centeno, cebada, legumbres y vino, la mayor cosecha es la del centeno: se cria ganado lanar y de cerda siendo este el mas preferido, y caza de perdices, conejos y alguna liebre: hay pesca de barbos, anguilas y truchas. pobl.: 6 vec., 33 alm. cap. imp. 9,730 rs. contr.: el 14'28 por 100 de esta riqueza.
(Madoz, 1847, p. 484)

En la actualidad pertenece al municipio de Bassella. En 2022, la entidad singular de población tenía empadronados 17 habitantes.

## Patrimonio
En el lugar hay una iglesia bajo la advocación de San Sebastián.